# Willie Watt
William Wilson Watt, detto Willie (Glasgow, 13 aprile 1864 – 31 dicembre 1943), è stato un calciatore scozzese, di ruolo attaccante.

## Carriera

### Club
Watt ha giocato nel Queen's Park, con cui ha vinto la Scottish Cup 1883-1884.

### Nazionale
Ha giocato un incontro nella nazionale di calcio della Scozia nel Torneo Interbritannico 1887, competizione conclusasi con la vittoria della Tartan Army.

#### Cronologia presenze e reti in Nazionale
| Cronologia completa delle presenze e delle reti in nazionale ― Scozia | Cronologia completa delle presenze e delle reti in nazionale ― Scozia | Cronologia completa delle presenze e delle reti in nazionale ― Scozia | Cronologia completa delle presenze e delle reti in nazionale ― Scozia | Cronologia completa delle presenze e delle reti in nazionale ― Scozia | Cronologia completa delle presenze e delle reti in nazionale ― Scozia | Cronologia completa delle presenze e delle reti in nazionale ― Scozia | Cronologia completa delle presenze e delle reti in nazionale ― Scozia |
| Data                                                                  | Città                                                                 | In casa                                                               | Risultato                                                             | Ospiti                                                                | Competizione                                                          | Reti                                                                  | Note                                                                  |
| --------------------------------------------------------------------- | --------------------------------------------------------------------- | --------------------------------------------------------------------- | --------------------------------------------------------------------- | --------------------------------------------------------------------- | --------------------------------------------------------------------- | --------------------------------------------------------------------- | --------------------------------------------------------------------- |
| 19/2/1887                                                             | Glasgow                                                               | Scozia                                                                | 4 – 1                                                                 | Irlanda                                                               | Torneo Interbritannico 1887                                           | 1                                                                     |                                                                       |
| Totale                                                                |                                                                       | Presenze                                                              | 1                                                                     |                                                                       | Reti                                                                  | 1                                                                     |                                                                       |

## Palmarès

### Club
- Coppa di Scozia: 1

Queen's Park: 1884

### Nazionale
- Torneo Interbritannico: 1

1887